# Estadio Municipal de Espiñedo
Lo stadio municipale Espiñedo (in spagnolo Estadio Municipal de Espiñedo) è uno stadio di calcio situato a O Carballiño, in Spagna. Ospita le gare interne dell'Arenteiro.